# Siempre me quedará
«Siempre me quedará» es una canción interpretada por la cantante española Bebe, incluida en su álbum de estudio, Pafuera telarañas. Fue lanzado el 27 de noviembre de 2004, como el segundo sencillo promocional del disco por la discografica EMI Music[cita requerida]

## Antecedentes y signficado
La canción tiene un significado profundo relacionado con la pérdida de un hijo y el dolor emocional que persiste. En este contexto, "ella" puede referirse tanto a la persona que la cantante ha perdido como a la experiencia de ese dolor, que se convierte en una parte inseparable de su ser.

## Recepción

### Comentarios de la crítica
Lino Portela de El País, le dio una calificación positiva a la canción y dijo: "[...] ha reventado las estructuras clásicas de las canciones pop." Por otro lado Fernando Neira del mismo periódico añadió: "[...] su pretendida pose indómita ahora es más burda que inteligente o sutil."
Jenesaispop le dio una revisión positiva y dijo: "[...] Su reivindicación de amor está aquí cubierta de percusiones bestiales cercanas al reguetón, pero incluyendo teclados más sugerentes. Un rap divertido y luminoso y un estribillo que se pega a la primera. Un tema urban y a la moda, con posibilidades internacionales."